# Gilmer (Teksas)
Gilmer – miasto w Stanach Zjednoczonych, w stanie Teksas, siedziba administracyjna hrabstwa Upshur.